# Свети Димитър (Палат)
Вижте пояснителната страница за други значения на Свети Димитър.
„Свети Димитър“ е възрожденска църква в малешевското село Палат, България, част от Неврокопската епархия на Българската православна църква. Обявена е за паметник на културата.

## История
Църквата е построена през 1850 година в центъра на селото като еднокорабна базилика. Храмът е дълъг 30 m и широк 20 m и има голям трем. В 1860 година е изградена отделна камбанария, висока над 10 m. Медната, над 100-килограмова камбана е отлята от самоковски майстори, като медта е събрана от местното население.
Църквата е опожарявана два пъти – през Кресненско-Разложкото въстание в 1878 година и по време на Междусъюзническата война през 1913 година от гръцки войници. Възстановена е през 1919 година. В новия си вид е трикорабна, едноапсидна псевдобазилика, разполагаща с широк навес от запад и юг. Строител на последното възстановяване на църквата е Илия Йосифов от Каракьой.
В интериора има запазен ценен рисуван иконостас с плитка резба по царските двери и венчилката, както и стенописи от 1909 година, дело на Димитър Сирлещов, Михалко Голев, Костадин Марунчев и Георги от Банската художествена школа. На западната фасада е изписан разгърнат вариант на композицията „Страшния съд“. В храма се пазят икони от XVІІІ и XIX век. Ценност представляват и един сребърен потир и сребърен дискос.
- Стенописи
- Ктиторският надпис
- Страшният съд
- Христос Вседържител на касетирания таван
- Стенописи